# Samochód pożarniczy
Treść tego artykułu należy opracować w taki sposób, aby nie uwypuklała nadmiernie polskiej specyfiki / aby nie zawężała się tylko do polskich warunków
Dokładniejsze informacje o tym, co należy poprawić, być może znajdują się w dyskusji tego artykułu.
 Po wyeliminowaniu niedoskonałości należy usunąć szablon {{Dopracować}} z tego artykułu.

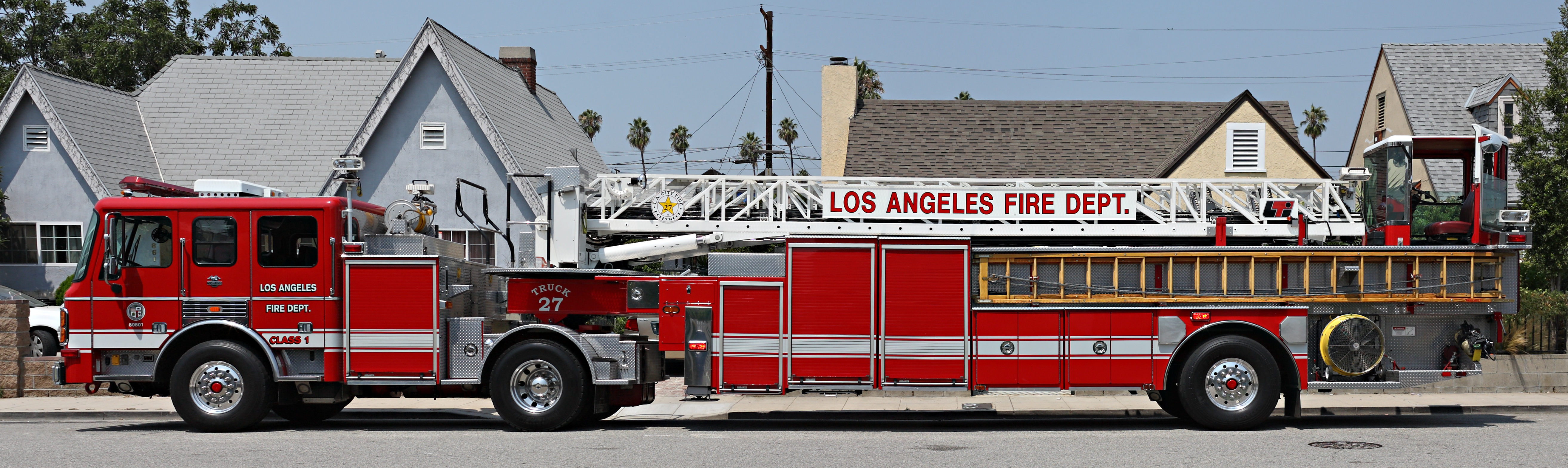
Samochód z drabiną mechaniczną marki American LaFrance wykorzystywany przez straż pożarną Los Angeles

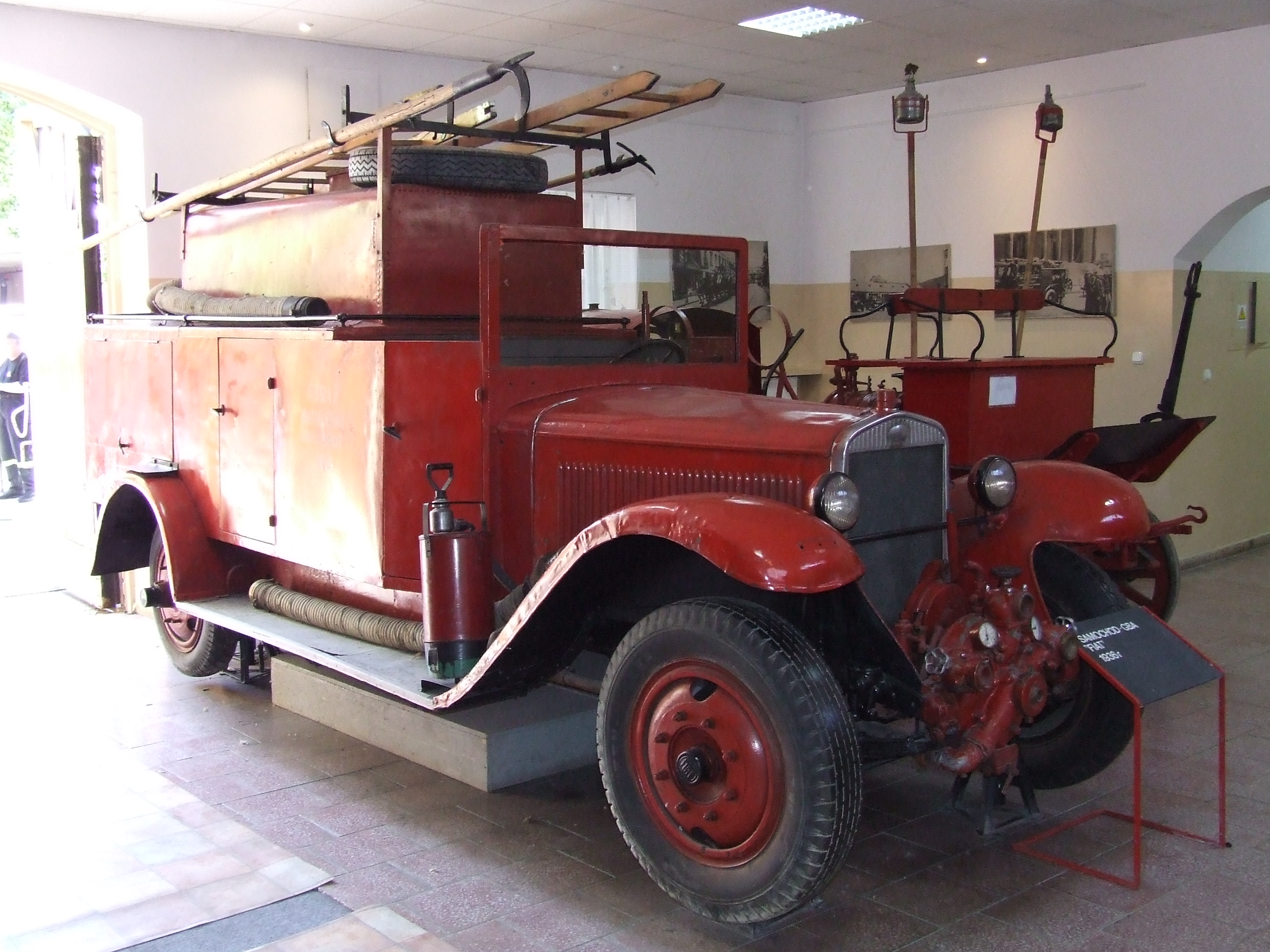
Wóz strażacki
Polski Fiat 621 L z 1936

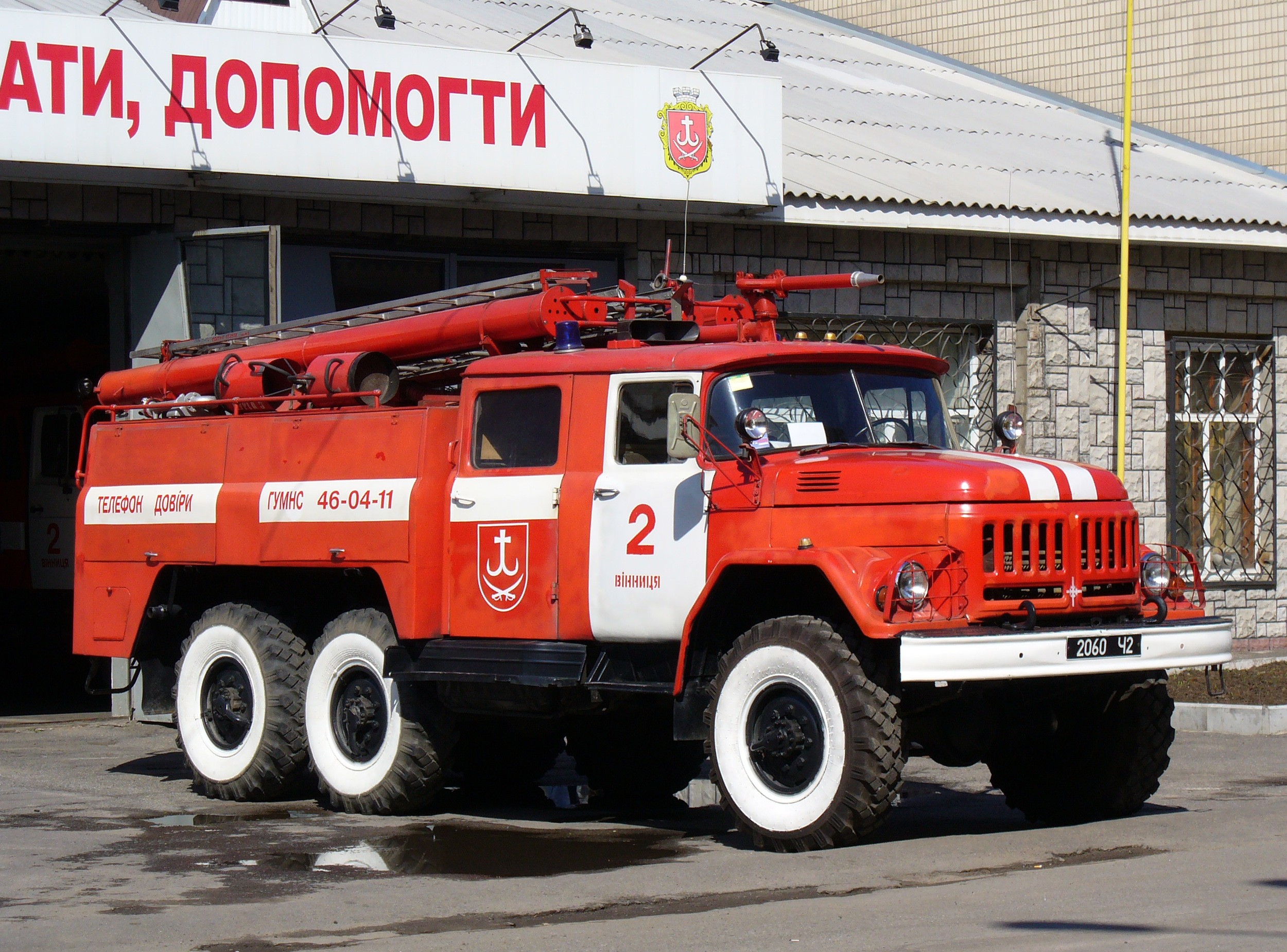
Wóz strażacki ZiŁ-131

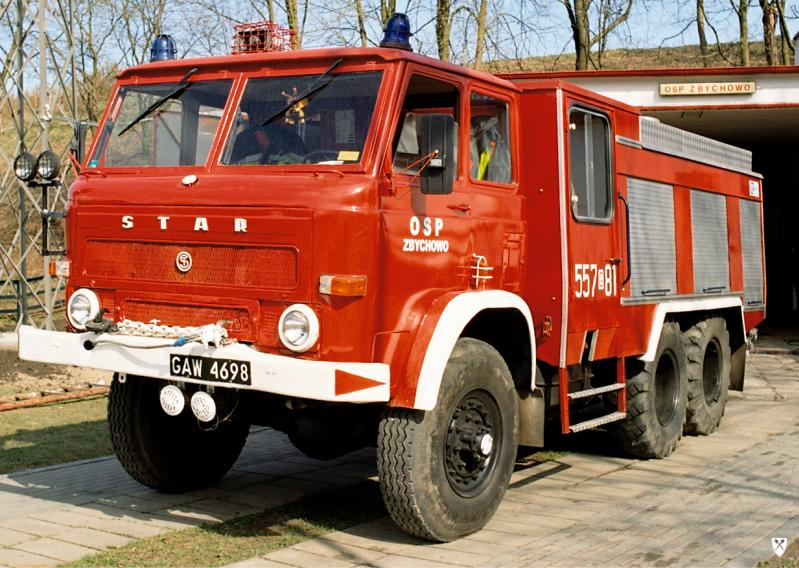
Wóz strażacki Star 266

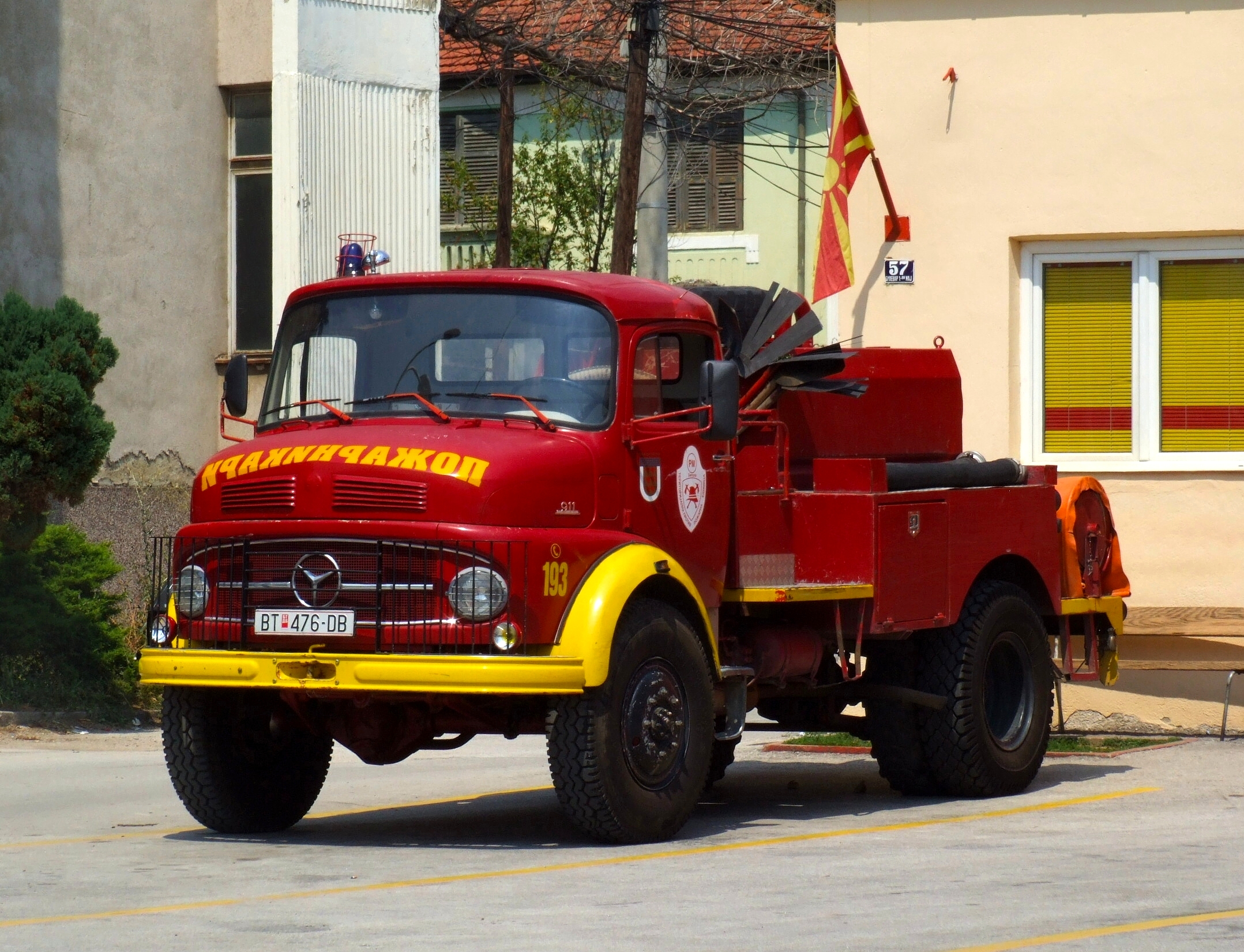
Wóz strażacki Mercedes-Benz 911 w Macedonii Północnej

Samochód pożarniczy, samochód strażacki, wóz strażacki, pojazd pożarniczy, pożarowóz – specjalnie oznakowany i przygotowany samochód (wóz bojowy) używany przez straż pożarną albo inną jednostkę ochrony przeciwpożarowej do udziału w akcjach ratowniczo-gaśniczych lub innych działaniach statutowych (np. prewencyjnych). W większości państw świata wozy strażackie malowane są na czerwono, są także uprzywilejowane w ruchu drogowym.

## Ogólna budowa samochodu pożarniczego
- Podwozie – samochody pożarnicze budowane są najczęściej na podwoziach pojazdów produkowanych seryjnie, o odpowiednio dobranych zespołach i parametrach. Mogą mieć wzmocnione zawieszenia, przystosowane do długotrwałego statycznego obciążenia.
- Nadwozia – stosowane materiały konstrukcyjne:
  - zwykłe stale węglowe – stosowane coraz rzadziej we współczesnych samochodach pożarniczych,
  - stale nierdzewne – z których wykonuje się struktury nośne nadwozi (szkielety) oraz zbiorniki na środki gaśnicze,
  - stopy aluminium – stosowane na poszycia zewnętrzne i wewnętrzne nadwozi, na zbiorniki na środki gaśnicze, elementy mocujące sprzęt, drabinki, stopnie, barierki na dachu (czasami wykonuje się z nich całe konstrukcje nośne nadwozi),
  - tworzywa sztuczne – wykorzystywane do konstrukcji zbiorników na środki gaśnicze, a w ostatnich latach stosowane również na całe zabudowy (nadwozia kompozytowe).

## Malowanie
Pojazd samochodowy straży pożarnej – pożarniczy (z wyjątkiem pojazdu osobowego operacyjnego straży pożarnej) powinien mieć barwę czerwieni sygnałowej, błotniki zaś i zderzaki – barwę białą. Dopuszcza się pojazd pożarniczy o barwie khaki, również w odniesieniu do błotników i zderzaków.

Kontenery pożarnicze, agregaty ciągnione, motopompy, działka oraz przyczepy ze sprzętem pożarniczym powinny być malowane na zasadach określonych dla pojazdów gaśniczych. Kontenery-pojemniki oraz kontenery-cysterny powinny posiadać napisy określające ich zawartość lub przeznaczenie – kolor i krój liter napisów jak dla numerów na sprzęcie. Opończe, plandeki i pokrowce samochodów, przyczep i sprzętu pożarniczego należy dobierać z materiałów w kolorze czerwonym lub srebrnym.
Sprzęt pływający powinien być malowany lub być wykonany z tworzyw o jaskrawej barwie (pomarańczowa lub czerwona) lub pozostawać w kolorze metalu, z którego zostały wykonane.

## Numer operacyjny
Pojazdy strażackie są oznaczone w większości krajów uniwersalnym numerem umożliwiającym identyfikację wozu w czasie akcji. W Polsce oznaczenie takie nazywane jest numerem operacyjnym i składa się z trzech elementów. Sposób oznakowania pojazdów, sprzętu: pływającego, silnikowego, pożarniczego określa załącznik do zarządzenia Komendanta Głównego Państwowej Straży Pożarnej z dnia 10 kwietnia 2008 r. w sprawie gospodarki transportowej w jednostkach organizacyjnych Państwowej Straży Pożarnej.

Pierwszym jest trzycyfrowy numer (prefiks), określający powiat oraz typ jednostki. Drugim jest oznaczenie jednoliterowe województwa (zgodne z wyróżnikiem województwa na obecnych tablicach rejestracyjnych, z trzema wyjątkami: m.st. Warszawy – W; woj. mazowieckiego (bez Warszawy) – M; oraz jednostek centralnych Państwowej Straży Pożarnej, np. Komendy Głównej – [A]). Ostatnim jest dwucyfrowy numer pojazdu (sufiks), który w wypadku pojazdów PSP oznacza rodzaj pojazdu (lub jego typ), jak i przeznaczenie sprzętu.
W wypadku pojazdów należących do innych jednostek ochrony przeciwpożarowej jest to po prostu kolejny numer pojazdu w danej kategorii jednostek w powiecie.

Stosuje się także dodatkowo (głównie literowe) oznaczenia charakterystyki pojazdu. Zwykle nie są one malowane na wozach.

## Ogólna charakterystyka samochodów ratowniczo-gaśniczych

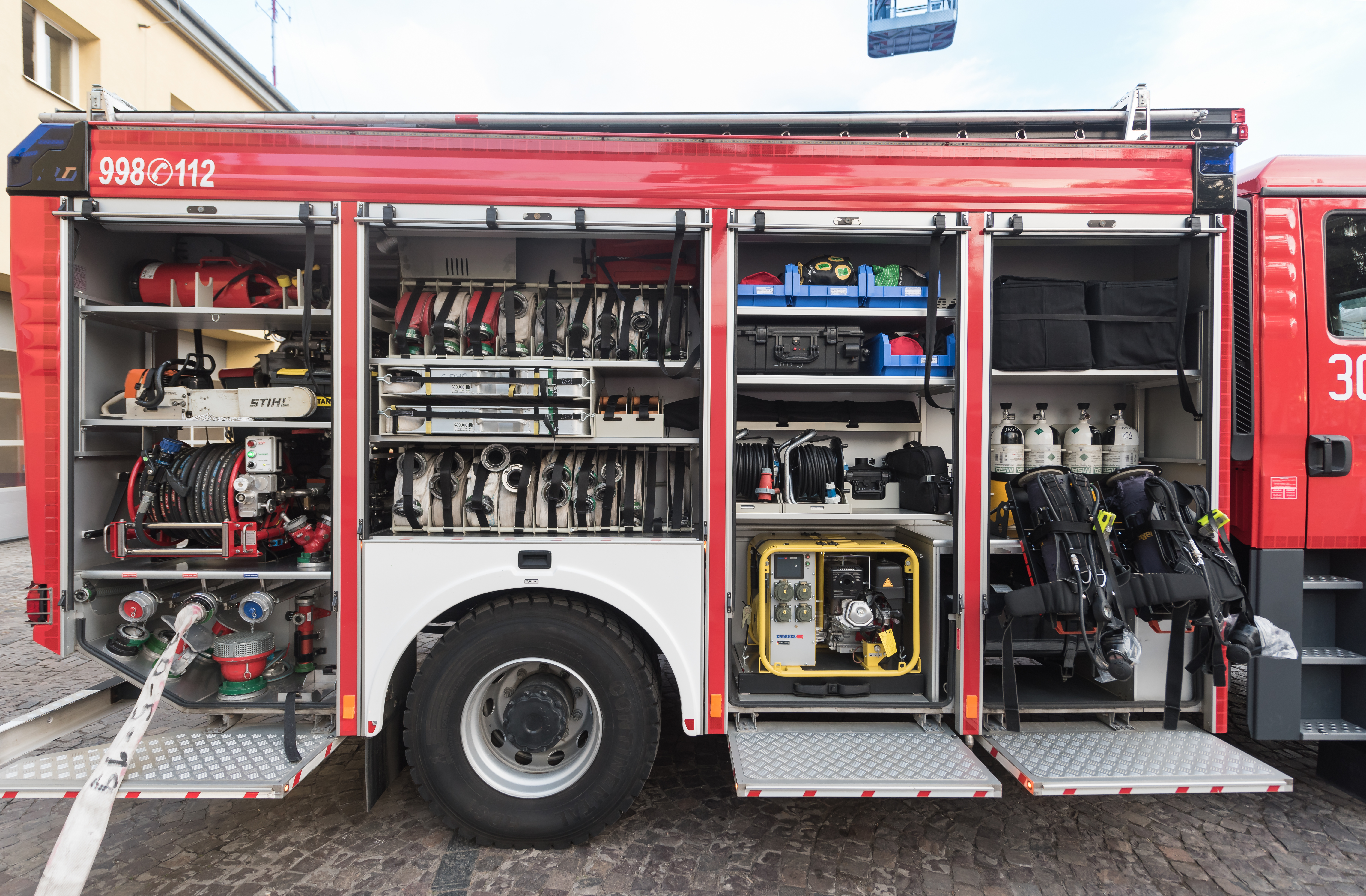
Wyposażenie jednego z samochodów Jednostki Ratowniczo-Gaśniczej nr 5 Komendy Miejskiej Państwowej Straży Pożarnej m. st. Warszawy przy ul. Marcinkowskiego 2

Podstawowym wyposażeniem pożarniczym samochodu ratowniczo-gaśniczego jest:
– autopompa z urządzeniem odpowietrzającym,

– linia szybkiego natarcia,

– zbiornik wody,

– zbiornik środka pianotwórczego,

– dozownik środka pianotwórczego,

– działko wodno-pianowe (opcjonalnie),

– instalacja zraszaczowa (opcjonalnie).
Wymienione elementy tworzą tzw. układ wodno-pianowy. Stosuje się również inne urządzenia dodatkowe, zamontowane na stałe, jak np. maszt oświetleniowy czy wciągarka. Do dodatkowego wyposażenia wozów strażackich zaliczyć można również: działko wodne, dodatkowy wąż, kamerę cofania czy falę świetlną LED. 
Układ wodno-pianowy umożliwia:
- podawanie wody nasadami tłocznymi, i/lub za pomocą linii szybkiego natarcia, i/lub z działka zamontowanego na dachu pojazdu,
- podawanie wodnego roztworu środka pianotwórczego nasadami tłocznymi, i/lub za pomocą linii szybkiego natarcia, i/lub z działka zamontowanego na dachu pojazdu,
- napełnianie zbiornika wody z hydrantu,
- napełnianie zbiornika wody za pomocą autopompy.

Woda oraz środek pianotwórczy mogą być podawane ze zbiornika samochodu lub ze zbiornika zewnętrznego.

## Oznaczenia charakterystyki pojazdu stosowane w Polsce
Zasugerowano, aby wydzielić z tego artykułu informacje nt. oznaczeń charakterystyki pojazdu stosowanych w Polsce do artykułu Samochód pożarniczy (Polska).  (dyskusja)

### Oznaczenia tradycyjne
W Polsce stosuje się najczęściej oznaczenia zgodne z normą PN-79/M-51300 (Od roku 2000 została zastąpiona przez PN-EN 1846-1). Określają one najważniejsze cechy pojazdu: (w tej kolejności)
- typ pojazdu,
- klasę wagową,
- typ i wyposażenie pojazdu specjalnego lub wyposażenie pojazdu gaśniczego.

Po grupie liter występuje grupa cyfr oznaczających:
- – pierwsza pojemność zbiornika w metrach sześciennych
- – druga wydajność autopompy w hl/min.
- – druga wydajność motopompy w hl/min.

|                                                           | Charakter                             | Oznaczenie literowe | Uwagi | Fotografia |
| T Y P                                                     | gaśniczy                              | G                   | | GCBA 5/24  |
| T Y P                                                     | specjalny                             | S                   | | SLRt       |
| K L A S A W A G O W A                                     | lekki                                 | L                   | do 7,5t | GLM 8      |
| K L A S A W A G O W A                                     | średni                                | Brak oznaczenia     | 7,5t- 16t | GBA 2,5/24 |
| K L A S A W A G O W A                                     | ciężki                                | C                   | powyżej 16t | GCBA 5/24  |
| \| R O D Z A J E P O J A Z D Ó W S P E C J A L N Y C H \| | dowodzenia i łączności                | Dł                  | | SLDŁ       |
| \| R O D Z A J E P O J A Z D Ó W S P E C J A L N Y C H \| | kontenerowy                           | Kn                  | | SCKn       |
| \| R O D Z A J E P O J A Z D Ó W S P E C J A L N Y C H \| | kwatermistrzowski                     | Kw                  | Zadaniem tych wozów jest (w razie wystąpienia takiej potrzeby) zabezpieczenie zaplecza logistycznego, poprzez np. dostarczenie na miejsce prowadzonych działań dodatkowego sprzętu specjalistycznego koniecznego do prowadzenia długotrwałych działań. | SKw        |
| \| R O D Z A J E P O J A Z D Ó W S P E C J A L N Y C H \| | operacyjny                            | Op                  | Służy do transportu strażaków i kadry dowódczej na miejsce zdarzenia. | SLOp       |
| \| R O D Z A J E P O J A Z D Ó W S P E C J A L N Y C H \| | Rozpoznania / Rozpoznawczo-ratowniczy | R / Rr              | Wyposażony w podręczny sprzęt gaśniczy oraz w mały zbiornik wodny (ok. 100 l) i wysoko wydajną pompę, aparaty ochrony dróg oddechowych, łomy itp. Poprzez zabudowę na małych pojazdach pozwala na szybsze dotarcie na miejsce akcji i przeprowadzenie ewakuacji, oceny sytuacji na miejscu zdarzenia oraz rozpoczęcie działań do czasu dojazdu pozostałych jednostek | SLRr       |
| \| R O D Z A J E P O J A Z D Ó W S P E C J A L N Y C H \| | ratownictwa chemicznego               | Rchem               | wyposażony w specjalistyczne pompy, pojemniki na substancje toksyczne i żrące, węże atestowane do przepompowywania określonych związków i pierwiastków chemicznych, kombinezony gazoszczelne. | SCRchem    |
| \| R O D Z A J E P O J A Z D Ó W S P E C J A L N Y C H \| | ratownictwa ekologicznego             | Reko                | | SLReko     |
| \| R O D Z A J E P O J A Z D Ó W S P E C J A L N Y C H \| | ratownictwa medycznego                | Rmed                | | SLRmed     |
| \| R O D Z A J E P O J A Z D Ó W S P E C J A L N Y C H \| | ratowniczo-poszukiwawczy              | Rp                  | | SRp        |
| \| R O D Z A J E P O J A Z D Ó W S P E C J A L N Y C H \| | ratownictwa technicznego              | Rt                  | wyposażony w sprzęt hydrauliczny, poduszki wysoko- i niskociśnieniowe, agregaty oddymiające, dźwig, oświetlenie, zestaw tablic ostrzegawczych. | SCRt       |
| \| R O D Z A J E P O J A Z D Ó W S P E C J A L N Y C H \| | ratownictwa wodnego                   | Rw                  | wyposażony w łodzie (zwykłe, motorowe) i pompy | SLRw       |
| \| R O D Z A J E P O J A Z D Ó W S P E C J A L N Y C H \| | wężowy                                | W                   | Przewozi wyłącznie węże. Liczba za oznaczeniem informuje o łącznej długości (w metrach) odcinków przewożonych na pojeździe. | SW 3000    |
| W Y P O S A Ż E N I E                                     | autopompa                             | A                   | wydajność w hl/min. | GCBA 5/24  |
| W Y P O S A Ż E N I E                                     | zbiornik wodny (beczka)               | B                   | pojemność w m³ | GBA 2,5/16 |
| W Y P O S A Ż E N I E                                     | drabina                               | D                   | długość w metrach | SD 30      |
| W Y P O S A Ż E N I E                                     | dźwig                                 | Dź                  | udźwig w tonach | SCDź-50    |
| W Y P O S A Ż E N I E                                     | podnośnik hydrauliczny                | H                   | wysięg w m | SCH 44     |
| W Y P O S A Ż E N I E                                     | motopompa                             | M                   | wydajność w hl/min. | GBM 2,5/8  |
| W Y P O S A Ż E N I E                                     | oświetlenie                           | On                  | moc agregatu prądotwórczego w kVA | SLOn 8     |
| W Y P O S A Ż E N I E                                     | ładunek proszkowy                     | Pr                  | masa w kg | GCPr-3000  |
| W Y P O S A Ż E N I E                                     | ładunek śniegowy                      | Sn                  | masa w kg |            |
| W Y P O S A Ż E N I E                                     | Ciągnik siodłowy z cysterną           | Cn                  | pojemność w m³ | SCCn 25    |
| W Y P O S A Ż E N I E                                     | armatka wodna                         | Z                   | wydajność l/min. |            |
| R O D Z A J E P O J A Z D Ó W S P E C J A L N Y C H       |                                       |                     | |            |

### Oznaczenia unijne
System oznaczeń określa norma PN-EN 1846-1:2011. Norma ta określa kryteria do charakteryzowania samochodów, ustalono klasy i kategorie w zależności od przeznaczenia i masy samochodu.
- klasy pojazdów samochodowych – w zależności od maksymalnej masy rzeczywistej (MMR):
  - klasa lekka (L): 3 t < MMR ⩽ 7,5 t
  - klasa średnia (M): 7,5 t < MMR ⩽ 16 t
  - klasa ciężka (S): MMR > 16 t
- kategoria pojazdów samochodowych – w zależności od zdolności do poruszania się w różnych warunkach terenowych:

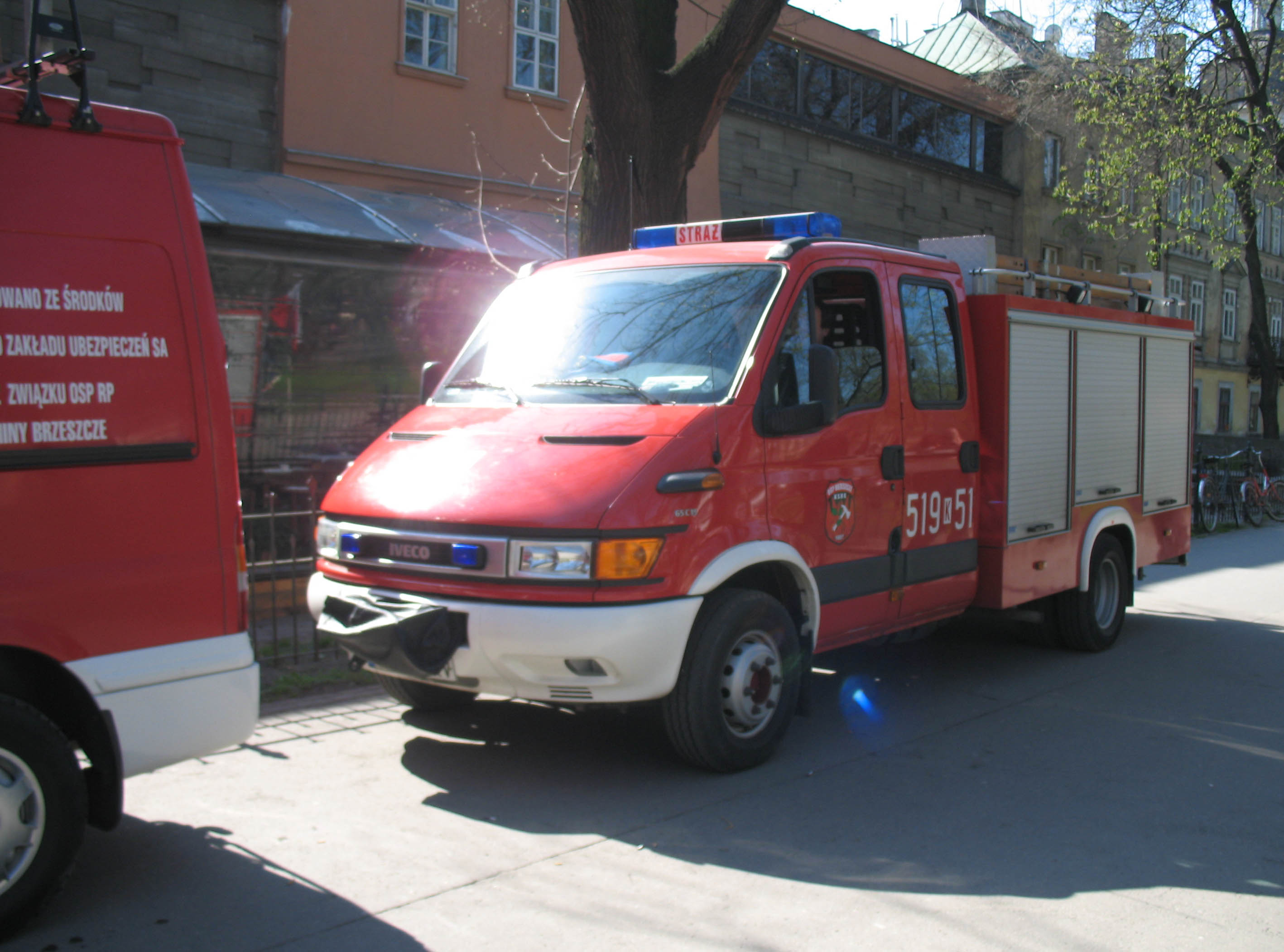
kategoria 1: miejskie
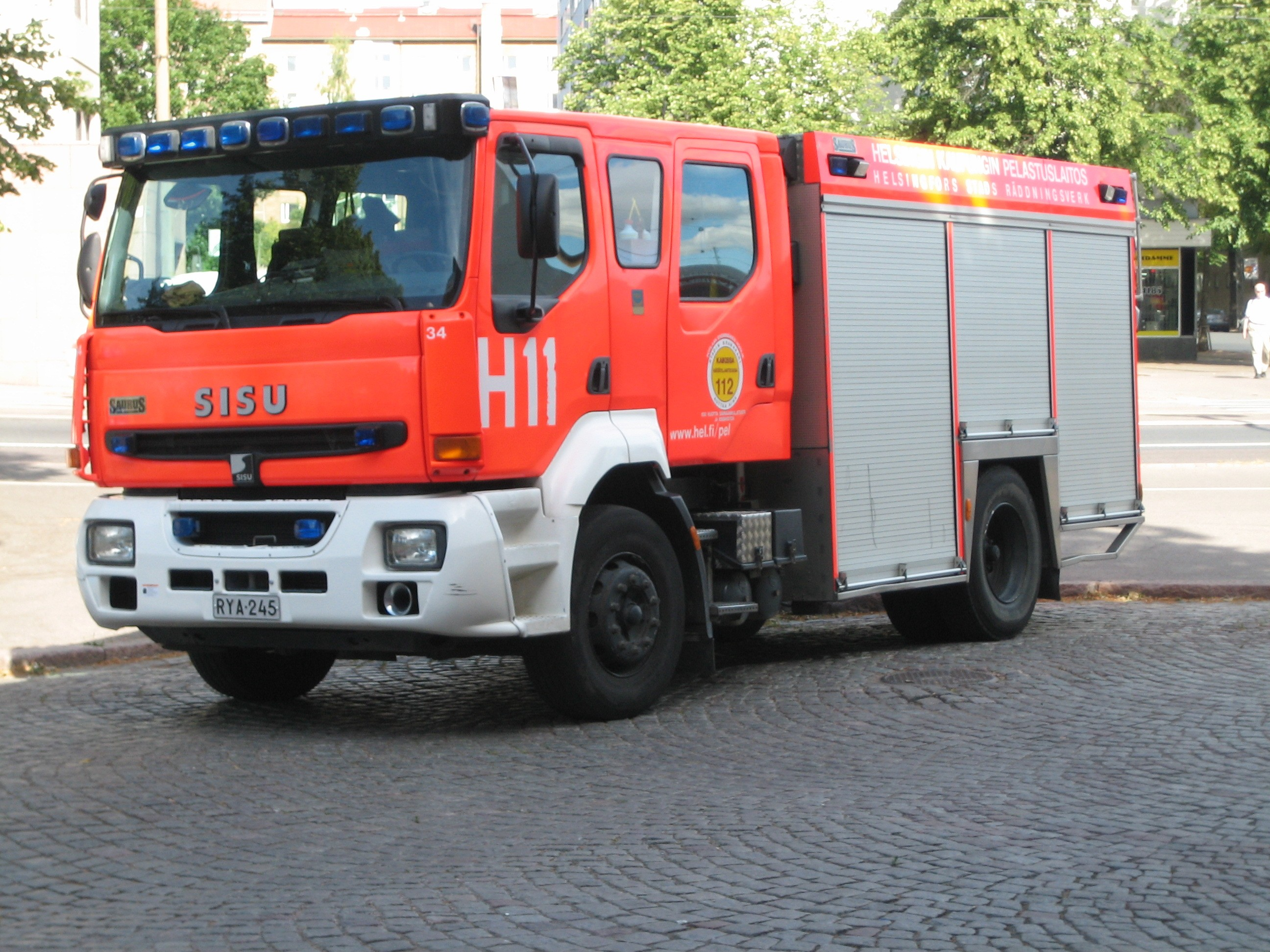
kategoria 2: uterenowione
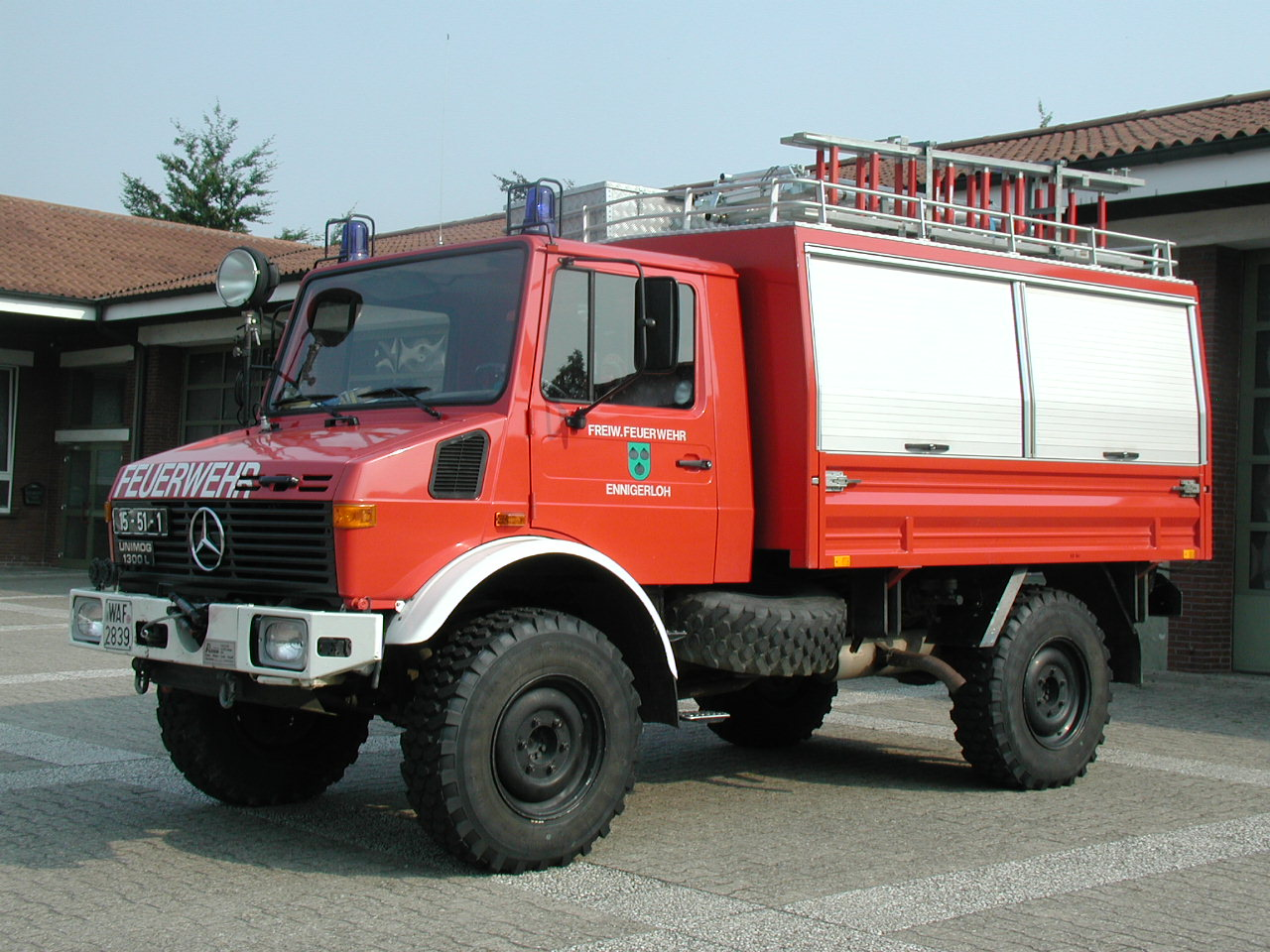
kategoria 3: terenowe

- Kategoria 1 – pojazdy samochodowe przeznaczone do poruszania się po drogach o twardej nawierzchni,
- Kategoria 2 – pojazdy samochodowe zdolne do poruszania się po wszystkich drogach o twardej nawierzchni i w ograniczonym zakresie poza tymi drogami,
- Kategoria 3 – pojazdy samochodowe zdolne do poruszania się po wszystkich drogach i bezdrożach.

Parametry decydujące o zdolności do pokonywania przeszkód:
- kąt wejścia (natarcia) (α)
- kąt zejścia (β)
- kąt rampowy (γ)
- prześwit (d)
- prześwit pod osią (h)

| Klasa                 | L (lekka) | L (lekka)        | L (lekka)  | M (średnia) | M (średnia)      | M (średnia) | S (ciężka) | S (ciężka)       | S (ciężka) |
| --------------------- | --------- | ---------------- | ---------- | ----------- | ---------------- | ----------- | ---------- | ---------------- | ---------- |
| Kategorie             | 1 miejska | 2 utereno- wiona | 3 terenowa | 1 miejska   | 2 utereno- wiona | 3 terenowa  | 1 miejska  | 2 utereno- wiona | 3 terenowa |
| Kąt natarcia (α)      | ⩾13       | ⩾23              | ⩾30        | ⩾13         | ⩾23              | ⩾35         | ⩾13        | ⩾23              | ⩾35        |
| Kąt zejścia (β)       | ⩾12       | ⩾23              | ⩾30        | ⩾13         | ⩾23              | ⩾35         | ⩾13        | ⩾23              | ⩾35        |
| Kąt rampowy (γ)       | –         | ⩾18              | ⩾25        | –           | ⩾18              | ⩾30         | –          | ⩾18              | ⩾30        |
| Prześwit (d)          | ⩾150      | ⩾200             | ⩾250       | ⩾200        | ⩾300             | ⩾400        | ⩾250       | ⩾300             | ⩾400       |
| Prześwit pod osią (h) | ⩾140      | ⩾180             | ⩾200       | ⩾150        | ⩾230             | ⩾300        | ⩾160       | ⩾250             | ⩾300       |

- grupy pojazdów samochodowych:
  - samochody ratowniczo–gaśnicze z pompą – samochody pożarnicze wyposażone w pompę pożarniczą i zazwyczaj w zbiornik na wodę, a także w inny sprzęt używany podczas akcji ratowniczo – gaśniczej,
  - samochody ratowniczo–gaśnicze specjalne – samochody pożarnicze ze specjalnym sprzętem, z dodatkowymi specjalnymi środkami gaśniczymi lub bez nich.
  - Samochody z drabiną mechaniczną i/lub podnośnikiem hydraulicznym:
    - drabina mechaniczna – wysuwana konstrukcja z przęsłami w kształcie drabiny, z koszem lub bez kosza ratowniczego, zamontowana obrotowo na podstawie,
    - podnośnik hydrauliczny – składana konstrukcja z koszem ratowniczym, składająca się z jednego sztywnego lub teleskopowo wysuwanego elementu lub kilku takich elementów, lub z mechanizmu nożycowego, ewentualnie z kombinacji tych elementów, z drabiną lub bez drabiny. Urządzenie jest montowane obrotowo na podstawie.

  - Samochody ratownictwa technicznego – samochody pożarnicze z wyposażeniem umożliwiającym prowadzenie akcji ratowniczych, m.in.: – poszukiwania i ratowania osób, – usuwania skutków wypadków, – awaryjnego odblokowywania wejść, – ratowania zwierząt.
  - Samochody ratownictwa medycznego – pojazdy samochodowe obsługiwane przez strażaków i przeznaczony do opieki nad pacjentami i transportu pacjentów. Może być wyposażony w inne urządzenia związane ze specyficznymi warunkami działania straży pożarnej.
  - Samochody sprzętowe ratownictwa chemicznego – samochody pożarnicze wyposażone w środki ochrony indywidualnej i sprzęt do ograniczania szkód w środowisku naturalnym, na przykład takich jak:
    - niebezpieczeństwo skażenia środowiska,
    - wypadki z niebezpiecznymi środkami chemicznymi,
    - niebezpieczeństwo działania substancji radioaktywnych,
    - niebezpieczeństwo zakażeń biologicznych,
    - wypompowanie substancji.

  - Samochody dowodzenia – samochody pożarnicze wyposażone w środki łączności i sprzęt do kierowania akcją.
  - Samochody do przewozu osób – samochody pożarnicze przystosowane do transportu strażaków i ich osobistego wyposażenia.
  - Samochody zaopatrzeniowe – samochody pożarnicze przystosowane do przewozu sprzętu lub środków gaśniczych w celu zaopatrywania jednostek będących w akcji.
  - Inne samochody specjalne – samochody pożarnicze przeznaczone do zadań specjalnych, np.:
    - do akcji związanych z wypadkami samolotów,
    - do akcji na wodzie lub pod wodą,
    - do akcji związanych z wypadkami kolejowymi.

Wymagania dla poszczególnych klas:
|                                | L (lekka) | M (średnia)                                             | S (ciężka)                                                                |
| ------------------------------ | --- | ------------------------------------------------------- | ------------------------------------------------------------------------- |
| Załoga                         | 2-6 osób | 6 osób (kat. 3 min. 3 osoby)                            | min. 3 osoby                                                              |
| Autopompa                      | A 8/8 | A 16/8                                                  | A 24/8, A 32/8 lub większa                                                |
| Działko wodno-pianowe          | - | DWP 16                                                  | DWP 24 lub większe                                                        |
| Maszt oświetleniowy            | opcjonalny | 2000 W                                                  | 2000 W (dla kat. 3 opcjonalny)                                            |
| Zbiornik wody                  | min. 300 l (dla MMR do 3500 kg, z agregatem wysokociśnieniowym), min. 600 l (dla MMR do 7500 kg, z agregatem wysokociśnieniowym), min. 1000 l (MMR do 7500 kg, z autopompą) | 2000 – 2500 l                                           | min. 4000 l (dla MMR do 18000 kg), min. 8000 l (dla MMR 18000 – 26000 kg) |
| Zbiornik środka pianotwórczego | 10% pojemności zbiornika wody (w większości przypadków) | 10% pojemności zbiornika wody (w większości przypadków) | 10% pojemności zbiornika wody (w większości przypadków)                   |

### Według oznaczeń tradycyjnych (norma PN-79/M-51300)
- samochód ratowniczo – gaśniczy GCBA 5/32

Oznaczenia określają w kolejności: G – samochód ratowniczo-gaśniczy, C– ciężki, B – ze zbiornikiem wodnym, A – z autopompą, 5 – zbiornik na wodę o pojemności 5 m³, 32 – wydajność nominalna autopompy 32 hl/min. (3200 l/min.).
- samochód ratowniczo – gaśniczy GCBA 5/24

Oznaczenia określają w kolejności: G – samochód ratowniczo-gaśniczy, C– ciężki, B – ze zbiornikiem wodnym, A – z autopompą, 5 – zbiornik na wodę o pojemności 5 m³, 24 – wydajność nominalna autopompy 24 hl/min. (2400 l/min.).

### Według oznaczeń unijnych (norma PN-EN 1846-1:2000)
- samochód ratowniczo – gaśniczy S – 2 – 3 – 5000 – 8/3200 – 1

Oznaczenie samochodu ratowniczo-gaśniczego klasy ciężkiej (S), kategorii uterenowionej (2), z załogą trzyosobową, ze zbiornikiem wody o pojemności 5000 dm³, z pompą pożarniczą o wydajności 3200 dm³/min. przy ciśnieniu 8 bar, z masztem oświetleniowym (1).
- samochód z drabiną mechaniczną M – 1 – 3 – 30/10 – 1 – 1

Oznaczenie drabiny mechanicznej, klasy średniej (M), kategorii miejskiej (1), z trzyosobową kabiną dla załogi, o wysokości podnoszenia 30 m, promieniu wysięgu 10 m, z pompą pożarniczą(1) i (wyposażenie specjalne) koszem (1).